# Autópálya M30
L'autópálya M30 (in italiano "autostrada M30") è un'autostrada ungherese che connette l'M3 con Košice. L'autostrada è lunga 86,8 km.

## Percorso
| EMŐD (M3) - TORNYOSNÉMEDI Via Carpatia |                                                              |    |                |
| Tipo                                   | Indicazione                                                  | km | Strada europea |
|                                        | Autostrada M3 Budapest Nyíregyháza / Debrecen (Via Carpatia) | 0  |                |
|                                        | Inizio tratto autostradale                                   |    |                |
|                                        | Emőd                                                         | 6  |                |
|                                        | Area di parcheggio "Hejőkeresztúri"                          | 12 |                |
|                                        | Nyékládháza / Tiszaújváros, Debrecen                         | 14 |                |
|                                        | Kistokaj / Sajópetri                                         | 21 |                |
|                                        | Miskolc-dél , Déli Ipari park                                | 24 |                |
|                                        | Sajó                                                         | 26 |                |
|                                        | Miskolc-kelet / Felsőzsolca, Sátoraljaújhely                 | 30 |                |
|                                        | Miskolc-észak, Ipari park, Bánréve                           | 32 |                |
|                                        | Kis-Sajó                                                     | 33 |                |
|                                        | Szikszó                                                      | 39 |                |
|                                        | Kázsmárk / Halmaj                                            | 50 |                |
|                                        | Forró / Encs                                                 | 63 |                |
|                                        | Area di parcheggio                                           | 70 |                |
|                                        | Garadna                                                      | 73 |                |
|                                        | Area di parcheggio                                           |    |                |
|                                        | Tornyosnémedi                                                | 85 |                |
|                                        | Confine di Stato Tornyosnémedi – Milhosť                     | 86 |                |
|                                        | Superstrada R4 in direzione Košice, Slovacchia               |    |                |